# Al Yah 2
Al Yah 2, früher bekannt als YahSat 1B, ist der Name eines saudi-arabischen Kommunikationssatelliten. Betreiber ist die Al Yah Satellite Communications Company (Yahsat) mit Sitz in Abu Dhabi. Das System besteht aus zwei Satelliten: YahSat 1A und YahSat 1B.

## Mission
YahSat 1B wurde am 23. April 2012 an Bord einer Proton-M ins All gebracht, YahSat 1A bereits am 22. April 2011 mit einer Ariane 5 ECA. Der Satellit wurde in einer geostationären Umlaufbahn über dem Äquator positioniert und versorgt von dort aus den mittleren Osten, Zentralasien und Nordafrika mit dem Breitband-Kommunikationsdienst YahClick des Betreibers. Stand 2020 befindet sich YahSat 1B bei 47,5° östlicher Länge.
Neben E-Mail-Verkehr wird über YahClick auch Video-Streaming in HD angeboten. Der Satellit wurde später in Al Yah 2 umbenannt.